# Els ulls sense rostre
Els ulls sense rostre (títol original en francès, Les yeux sans visage) és el nom d'una adaptació cinematogràfica de terror de 1960 basada en la novel·la de Jean Redon, dirigida per Georges Franju i protagonitzada per Pierre Brasseur i Alida Valli. S'ha subtitulat al català.
La pel·lícula tracta sobre un brillant i desballestat cirurgià que rapta noies amb la finalitat d'utilitzar la seva pell per a reconstruir la bellesa de la seva filla, destrossada per un tràgic accident del qual ell se sent culpable.
Durant la producció de la pel·lícula, es van tenir en compte els estàndards dels censors europeus en establir el to correcte, minimitzant el gore i eliminant el personatge de científic boig. Encara que la pel·lícula va passar pels censors europeus, el llançament de la pel·lícula a Europa va causar controvèrsia, no obstant això. La reacció crítica va variar a la lloança de mala gana. A França va vendre unes 620.000 entrades.
La pel·lícula va rebre un debut estatunidenc en una forma editada i doblada en 1962 sota el títol de The Horror Chamber of Dr. Faustus. Als Estats Units, Faustus va ser llançat amb doble sessió amb The Manster (1959). La recepció crítica inicial de la pel·lícula no va ser obertament positiva, però les posteriors reestrenes al cinema i vídeo domèstic van augmentar la seva reputació. Els crítics moderns elogien la pel·lícula d'avui per la seva naturalesa poètica, a més de ser una influència notable en altres cineastes.

## Resum
Una nit, als afores de París, una dona tira el cos d'una jove al riu. Una vegada que les autoritats recuperen el cos, el doctor Génessier la identifica com la seva filla, qui havia desaparegut, Christiane Génessier, el rostre de la qual va quedar desfigurat després d'un accident automobilístic.

## Repartiment
- Pierre Brasseur com el doctor Génessier, professor universitari, metge i pare de Christiane. Génessier experimenta amb els seus gossos i realitza cirurgies d'heteroinjerto en dones per a tractar de restaurar el rostre de la seva filla Christiane[5]
- Edith Scob com Christiane Génessier. La cara de Christiane va ser danyada en un accident automobilístic causat pel seu pare. Durant la major part de la pel·lícula, el seu rostre està cobert per una màscara rígida que s'assembla al seu rostre abans de l'accident.[6]
- Alida Valli com Louise, una dona que és ajudant de Génessier, segresta dones joves, l'ajuda en el laboratori i actua com a mare substituta de Christiane.
- François Guérin com Jacques Vernon, estudiant de Génessier i promès de Christiane.
- Juliette Mayniel com Edna Grüber, una dona jove que es converteix en víctima dels experiments del Doctor Génessier després d'haver fet amistat amb Louise a París.
- Alexandre Rignault com l'inspector Parot, un inspector de policia que investiga les desaparicions de les víctimes de Génessier. Parot finalment descobreix que totes les noies desaparegudes tenen característiques similars.
- Béatrice Altariba com Paulette Mérodon, una dona jove que és posada sota custòdia policial després d'haver estat atrapada robant en botigues.

## Producció
A la fi de la dècada de 1950, pel·lícules de terror britàniques com La maledicció de Frankenstein (1957) i Dràcula (1958) van ser populars entre els cinèfils francesos. En aquest moment, les pel·lícules de terror modernes similars no havien estat intentades pels cineastes francesos fins que el productor Jules Borkon va decidir entrar en el mercat de terror. Borkon va comprar els drets de la novel·la de Redon i li va oferir el rol de director a un dels fundadors de Cinémathèque Française, Franju, que dirigia el seu primer llargmetratge no documental, La tête contre les murs (1958). Franju va créixer durant l'era del cinema mut francès quan cineastes com Georges Méliès i Louis Feuillade estava fent pel·lícules de temàtica fantàstica, i va gaudir de l'oportunitat de contribuir al gènere. Franju va sentir que la història no era una pel·lícula de terror; més aviat, va descriure la seva visió de la pel·lícula com una de «angoixa ... és un estat d'ànim més tranquil que l'horror ... més intern, més penetrant. És horror en dosis homeopàtiques».

## Música
Totes les cançons foren compostes per Maurice Jarre.
| Núm. | Títol                         | Film                                | Durada |
| ---- | ----------------------------- | ----------------------------------- | ------ |
| 1.   | «Générique / Surprise-partie» | La Tête contre les Murs             | 4:30   |
| 2.   | «Thème de Stéphanie»          | La Tête contre les Murs             | 4:30   |
| 3.   | «Enterrement à l'asile»       | La Tête contre les Murs             | 2:44   |
| 4.   | «Générique»                   | Eyes Without a Face                 | 2:05   |
| 5.   | «Thème romantique»            | Eyes Without a Face                 | 2:50   |
| 6.   | «Filature»                    | Eyes Without a Face                 | 1:23   |
| 7.   | «Des phares dans la nuit»     | Eyes Without a Face                 | 3:32   |
| 8.   | «Valse poursuite»             | Eyes Without a Face                 | 1:45   |
| 9.   | «Final»                       | Eyes Without a Face                 | 1:01   |
| 10.  | «Générique»                   | Thérèse Desqueyroux                 | 1:54   |
| 11.  | «Non-lieu»                    | Thérèse Desqueyroux                 | 1:35   |
| 12.  | «Thérèse Desqueyroux»         | Thérèse Desqueyroux                 | 2:50   |
| 13.  | «La femme idéale»             | Les Dragueurs                       | 2:36   |
| 14.  | «La ballade des dragueurs»    | Les Dragueurs                       | 2:47   |
| 15.  | «Surboum chez Ghislaine»      | Les Dragueurs                       | 2:01   |
| 16.  | «L'oiseau de paradis»         | L'Oiseau de Paradis                 | 2:48   |
| 17.  | «L'univers d'Utrillo»         | Un court-métrage de Georges Régnier | 4:44   |
| 18.  | «Générique»                   | Le Soleil dans l'œil                | 2:28   |
| 19.  | «Thème»                       | Mort, où est ta Victoire ?          | 3:30   |
| 20.  | «Valse de Platonov»           | Recours en Grâce                    | 3:50   |
| 21.  | «Les animaux (générique)»     | Les Animaux                         | 1:20   |
| 22.  | «Pavane des flamands roses»   | Les Animaux                         | 2:43   |
| 23.  | «La fête»                     | Les Animaux                         | 2:18   |
| 24.  | «Surf des loutres»            | Les Animaux                         | 1:59   |
| 25.  | «Mourir à Madrid»             | Mourir à Madrid                     | 4:21   |
| 26.  | «Générique»                   | Week-End à Zuydcoote                | 2:28   |
| 27.  | «Sergent Maillat»             | Week-End à Zuydcoote                | 3:10   |
| 28.  | «Final»                       | Week-End à Zuydcoote                | 1:29   |